# Gerichtsbezirk Gastein
Der Gerichtsbezirk Gastein war ein dem Bezirksgericht Gastein unterstehender Gerichtsbezirk im Bundesland Salzburg. Der Gerichtsbezirk umfasste den südöstlichen Teil des Bezirks St. Johann im Pongau bzw. das Gasteinertal.

## Geschichte
Der Gerichtsbezirk Gastein wurde gemeinsam mit 22 anderen Gerichtsbezirken in Salzburg durch einen Erlass des k.k. Oberlandesgerichtes Linz am 4. Juli 1850 geschaffen und umfasste ursprünglich die zehn Steuergemeinden Böckstein, Dorfgastein, Harrbach, Heissingfelding, Hofgastein, Klamstein, Remsach, Vorderschneeberg, Wieden und Wildbadgastein.
Der Gerichtsbezirk bildete im Zuge der Trennung der politischen von der judikativen Verwaltung
ab 1868 gemeinsam mit den Gerichtsbezirken Radstadt, Sankt Johann im Pongau und Werfen den Bezirk St. Johann im Pongau.
Durch Gemeindezusammenlegungen reduzierte sich die Zahl der Gemeinden bis in die zweite Hälfte des 20. Jahrhunderts auf nur noch drei Gemeinden.
Durch die 2002 beschlossene „Bezirksgerichte-Verordnung Salzburg“ wurde der Gerichtsbezirk Gastein per 1. Jänner 2003 aufgelöst und mit dem Gerichtsbezirk Sankt Johann im Pongau vereint.

## Gerichtssprengel
Der Gerichtsbezirk Gastein umfasste vor der Auflösung die drei Gemeinden Bad Gastein, Bad Hofgastein und Dorfgastein.